# Mensaje de Castilla
El Mensaje de Castilla es un texto firmado el 2 de diciembre de 1918 por representantes de las provincias castellanas y enviado a las Cortes españolas, de oposición al proyecto de Bases para la Autonomía de Cataluña que el Consejo Permanente de la Mancomunidad de Cataluña y algunos parlamentarios catalanes habían presentado el 25 de noviembre; se manifestaba por la unidad nacional, a la vez que solicitaba la descentralización para todos —no solo para Cataluña— reflejada en la filosofía del Mensaje de Castilla con la fórmula "unidad nacional y descentralización".

## Historia
A finales de 1918 la posibilidad de la concesión de un Estatuto de Autonomía a Cataluña provocó el despliegue de una fuerte campaña contra las pretensiones del nacionalismo catalán (no confundir con una postura anticatalana) que consiguió movilizar a miles de personas que se manifestaron en Madrid y en otras ciudades. La campaña fue iniciada por el llamado trust de la prensa liberal de Madrid formado por los diarios El Liberal, El Heraldo de Madrid y El Imparcial, a la que pronto se sumó el diario conservador ABC, el de mayor tirada en España.
El 2 de diciembre de 1918, un día después de haberse constituido el gobierno del conde de Romanones, las diputaciones provinciales de Castilla y León —Santander, Valladolid, Palencia, Soria, Segovia, Ávila, Salamanca, Logroño y Madrid—, reunidas en Burgos, respondieron a las pretensiones catalanas con el Mensaje de Castilla donde defendían la "unidad nacional" y se oponían a que cualquier región obtuviera una autonomía política que mermara la soberanía española. También se opusieron a la cooficialidad del catalán, al que llamaron "dialecto regional". Al día siguiente el diario El Norte de Castilla titulaba: "Ante el problema presentado por el nacionalismo catalán, Castilla afirma la nación española". Asimismo se denunciaba "la campaña separatista de que se hace alarde en las provincias vascongadas".
En sentido contrario al de las citadas diputaciones castellanas, el Bloque Regionalista Castellano envió su adhesión a la Mancomunidad de Cataluña por su Proyecto de Estatuto de Autonomía de Cataluña de 1919 o Pedro Pascual García, concejal en Pradoluengo, mostró su solidaridad con la Mancomunidad de Cataluña en una carta. Años antes, en 1916, el periódico El Liberal arriacense, dirigido por Mariano Pastor, ya veía en un sentido positivo las reivindicaciones catalanistas si habían de servir para despertar el castellanismo: "Particularmente en Castilla no estaría de más un poco de espíritu regionalista... Ojalá las aspiraciones de los catalanes sirvan para despertar las nuestras, dormidas hace tantos años con un sueño muy parecido a la muerte". Desde Castilla se solicitó también la Mancomunidad Castellana y se afirmó el carácter de nacionalidad de Castilla. Años después, ya en la década de 1930, Pedro Simón Llorente ya propugnó la independencia de la Castilla contemporánea en las fórmulas de los estados federados de Estados Unidos y los cantones de Suiza.
Los presidentes de las diputaciones castellanas entregaron el 6 de diciembre el manifiesto al presidente del gobierno Romanones y al rey. Este último, que días antes había alentado al líder de la Lliga Regionalista Francesc Cambó a presentar la propuesta de bases del Estatuto, manifestó su solidaridad "con los gestos patrióticos de las provincias castellanas" y animó a los presidentes de las diputaciones a proseguir en su empeño. El 9 de diciembre, el día anterior al del debate en el Congreso de los Diputados del proyecto de bases que habían presentado los diputados catalanes, unas cien mil personas recorrieron las calles de Madrid en defensa de "la unidad de España" y en contra del Estatuto catalán. La manifestación, convocada por diversas organizaciones patronales, ligadas algunas de ellas al sector liberal encabezado por Santiago Alba, y que fue acompañada del cierre de los comercios, tuvo un enorme impacto sobre la opinión pública —el diario El Imparcial tituló en primera página: «La protesta de Madrid contra el separatismo de los catalanes de la Liga»—.